# Gali acetylacetonat
Gali acetylacetonat, còn được gọi là Ga(acac)3, là một phức chất hữu cơ có công thức hóa học là Ga(C5H7O2)3. Phức chất gali hữu cơ này có cấu trúc D3 đối xứng, gồm một nguyên tử gali liên kết với ba nhóm acetylacetonat.

## Sử dụng
Gali acetylacetonat có thể dùng để điều chế các gali oxide bằng cách cho gali acetylacetonat phản ứng với nước hoặc ozon. Ga(acac)3 cũng có thể được sử dụng để điều chế gali nitride ở nhiệt độ thấp và độ tinh khiết cao.